# B 타임의 정사 3
"B 타임의 정사 3"는 한국에서 제작된 이광섭 감독의 1993년 멜로/로맨스, 에로 영화이다. 박양희 등이 주연으로 출연하였고 김용돌 등이 제작에 참여하였다.

## 출연

### 주연
- 박양희
- 한명구

### 조연
- 서영탁

## 기타
- 조명: 강광호